# Arno (fleuve)
Pour les articles homonymes, voir Arno.
 (janvier 2016).
Si vous disposez d'ouvrages ou d'articles de référence ou si vous connaissez des sites web de qualité traitant du thème abordé ici, merci de compléter l'article en donnant les références utiles à sa vérifiabilité et en les liant à la section « Notes et références ».
L'Arno est un fleuve italien de 241 km qui traverse la Toscane en passant par Florence et Pise.

## Géographie

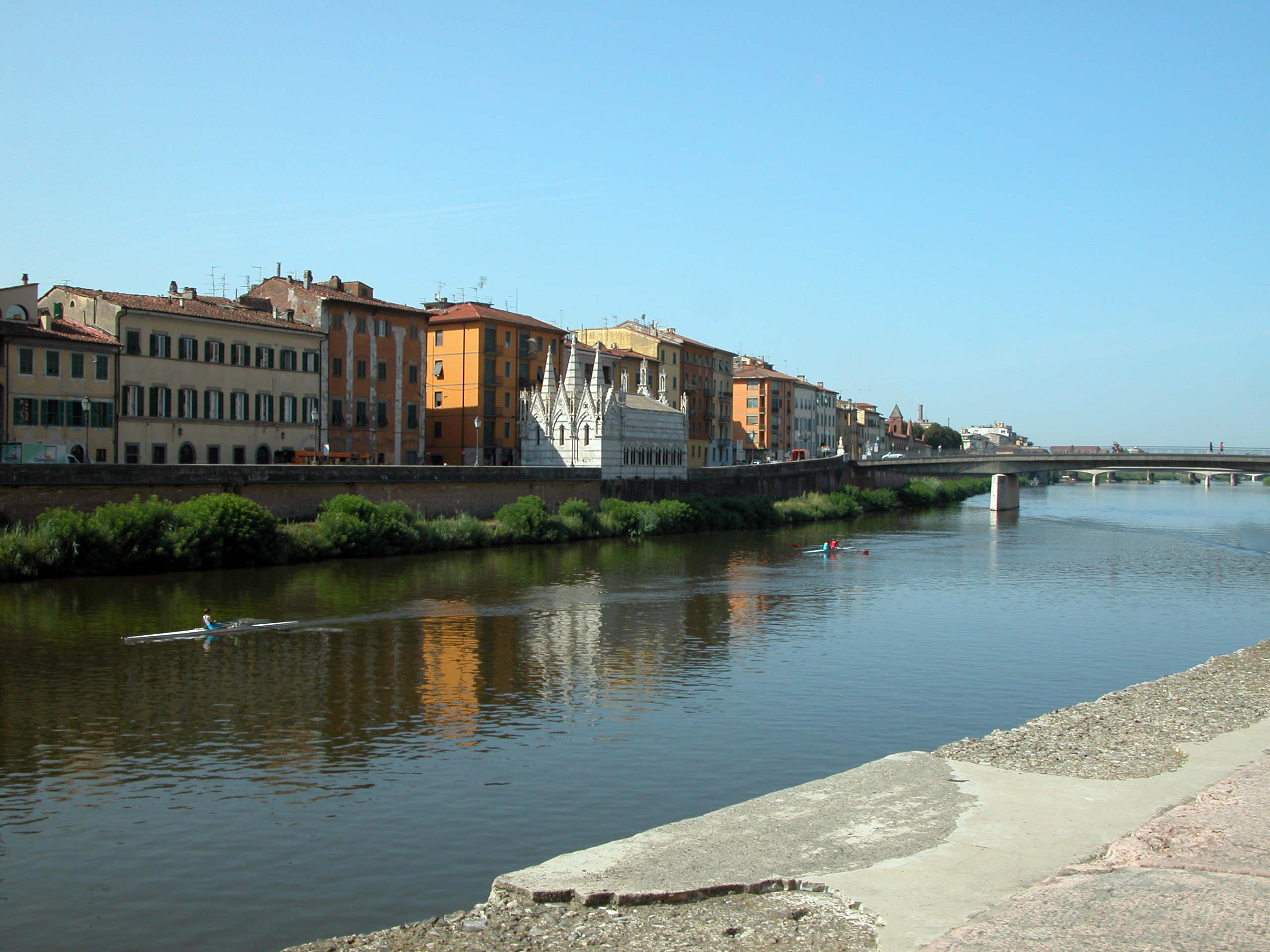
Le fleuve Arno passant à Pise.

L'Arno prend sa source au mont Falterona dans les Apennins du Casentino puis décrit une boucle vers le sud pour effleurer Arezzo. La seconde partie de son cours s'oriente vers l'ouest, arrosant par le Valdarno, Florence, Empoli et Pise juste avant l'embouchure sur la Méditerranée, à 10 km au nord de Livourne.
Son débit est très irrégulier. Son module est de 110 m3/s à l'embouchure. À Rosano, au sortir des Apennins, les mesures extrêmes vont de 0,56 m3/s à 3 540 m3/s. De fortes pluies transforment l'Arno en un torrent qui a inondé régulièrement Florence (4 500 m3/s), comme ce fut le cas catastrophique des inondations de Florence en 1966 et bien d'autres avant celles-ci. Des barrages construits en amont doivent permettre d'en atténuer les risques.

### Parcours
Le vaste bassin qui l'alimente, passe par :
- le Casentino, le cours supérieur de l'Arno jusqu'au grand canal de la Chiana ;
- le Val di Chiana, une zone marécageuse assainie au XVIIIe siècle tributaire du Tibre ;
- le Valdarno supérieur, une longue vallée délimitée à sa droite par le massif du Pratomagno et à sa gauche par la province de Sienne ;
- le bas bassin de la Sieve, qui conflue à l'Arno peu avant Florence ;
- le Valdarno médian, la plaine qui comprend Florence, Sesto Fiorentino, Prato et Pistoia ;
- le Valdarno inférieur, la plaine de ses confluents importants avec la Pesa, l'Elsa et l'Era et au niveau de Pontedera, vers la mer Ligure, sans recevoir d'autres affluents.

## Affluents
Les principaux affluents de l'Arno sont l'Elsa (63 km) sur la rive gauche ; la Sieve (60 km) et le Bisenzio (49 km) qui arrose Prato, tous les deux sur la rive droite.

### Rive droite
- Sieve
- Bisenzio
- Ombrone pistoiese
- Pescia par le canal Usciana.

### Rive gauche
- Canale Maestro della Chiana
- Greve
- Pesa
- Elsa
- Egola
- Era.

## Histoire

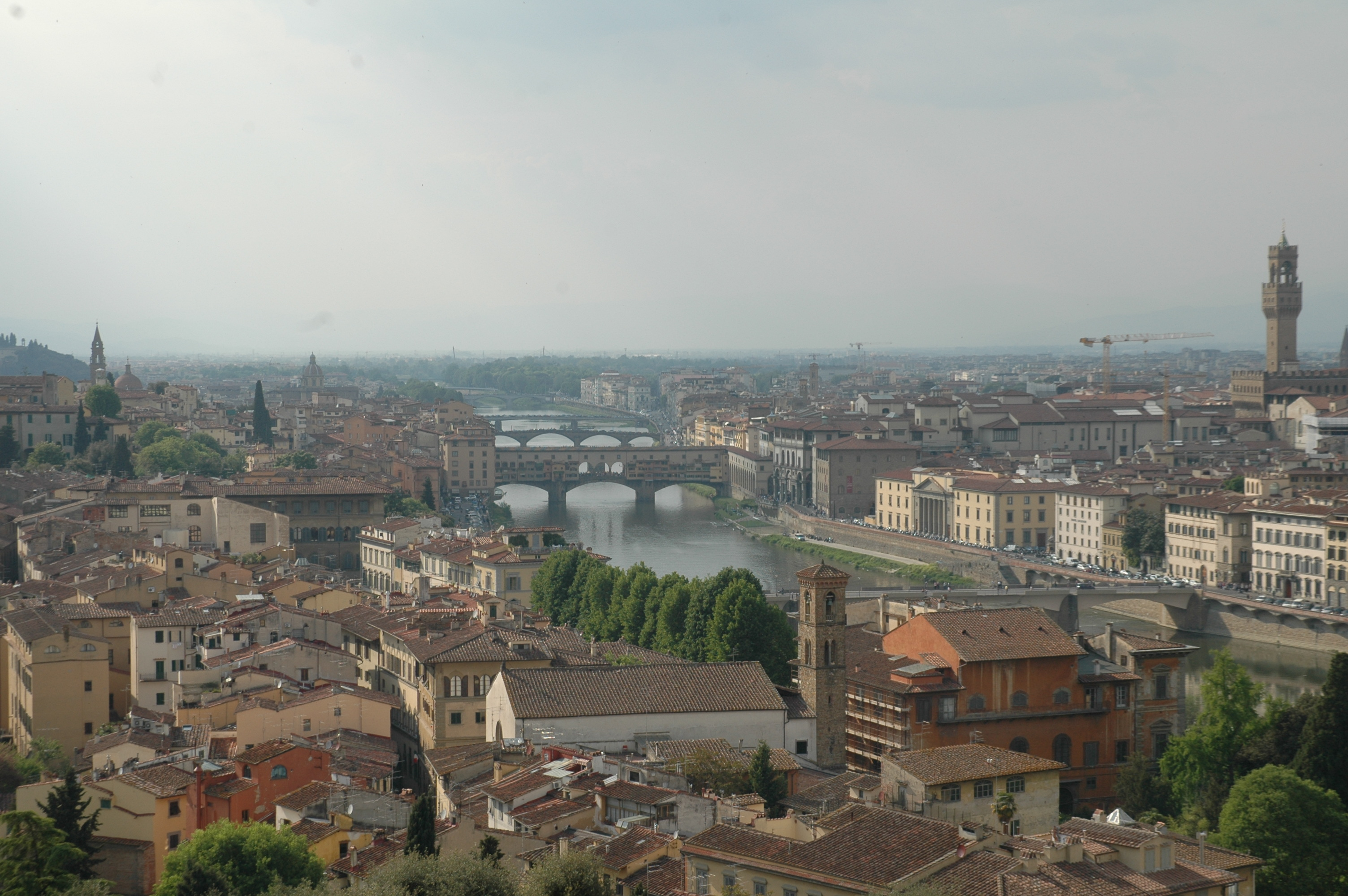
L'Arno de Piazzale Michelangelo à Florence

Le 4 novembre 1333, l'Arno déborde causant de nombreux dégâts. On en retrouve une description dans la chronique du marchand florentin, Giovanni Villani (1280-1348) qui relate entre autres la démarche mise en place pour en trouver une explication. Les astrologues identifient une conjonction inhabituelle des planètes et étoiles. L'encombrement trop important du lit du fleuve est également souligné. Mais, à cette époque, c'est surtout l'explication divine qui est retenue : les Florentins sont punis pour leurs péchés (orgueil, avarice, etc.). D'autres inondations sont également identifiées (1334, 1345, 1557).
Depuis la Renaissance, les termes de Oltrarno (pour sa rive gauche) et Lungarno (pour les quais de sa rive droite) sont utilisés à Florence et à Pise pour en désigner les deux rives, voire les quartiers les jouxtant.
On utilise aussi d'autres termes comme sull'Arno et Sopr'Arno.
De nombreux ponts permettent son franchissement dont le célèbre Ponte Vecchio de Florence (seul d'origine épargné par les destructions allemandes de la Seconde Guerre mondiale).